# طه الدليمي
طه حامد مزعل الدليمي ولد 22 أبريل 1960 م الموافق 27 شوال 1379 هـ) هو سياسي عراقي وداعية إسلامي من المنادين بالفدرالية في العراق. كما أنه أحد علماء الدين العراقيين السُنة المعروفين بمناظرتهم للطائفة الشيعية. كما يعرف من خلال ظهوره الديني بقنوات صفا، و قناة وصال.
بالإضافة لكونه داعية، إلا أن الدليمي كان طبيبًا سابقًا.

## الخلفية
الدليمي ولد في بغداد (22 أبريل، 1960م الموافق 27 شوال 1379 هـ) في العراق وكبر في المحمودية التي تبعد عن العاصمة العراقية 25 كم جنوبًا. بدأ دراسته الابتدائية عام 1966م وأكملها عام 1973م. الدليمي كان ترتيبه الأول على مدراس القضاء خلال مراحل تعليمه الثلاث الابتدائية والمتوسطة والثانوية. انضم الدليمي إلى كلية الطب في جامعة بغداد عام 1979م وتخرج منها بتقدير متوسط عام 1986م.
بالإضافة لكونه داعية، إلا أن الدليمي كان طبيبًا سابقًا،
وقد ترك الدليمي مهنة الطب سنة 1994م بسبب عجزه عن التوفيق بينها وبين المجال الدعوي الإسلامي. وصار إماماً وخطيباً لجامع الشهيد صبري في منطقة الصليخ الجديد لمدة عشرة سنوات حتى سنة 2003.
الدليمي له حتى عام 2008م، ما يقرب من 40 مؤلفًا والكثير من الخطب والمحاظرات المرئية والصوتية.
الدليمي متأثر بشخصية خالد بن الوليد، وعمرو بن العاص. الدليمي أيضًا متأثر بخاله الملا إبراهيم داؤود العبيدي لأنه علمه العقيدة والإيمان.

## الخلفية السياسية
بعد الاحتلال الأمريكي للعراق عام 2003م، حاول ولمدة ثلاث سنين وبالتعاون مع الحزب الإسلامي العراقي تكوين عمل مؤسسي يطرح قضية العراق. غير أنه لم ينجح في ذلك لأسباب يقول أنها ترضوية تقليدية اتبعها الحزب منذ نشأته.

## أقواله
- أن العروبة والإسلام لا ينفصلان[1]
- نريد الفقيه القائد وليس الفقيه القاعد[1]
- يفوز بالثورات المنظمون[1]

## مؤلفات
- العصمة في منظور القرآن الكريم[2]
- التشيع عقيدة دينية أم عقدة نفسية؟[2]
- المهدي المنتظر هذه الخرافة[2]
- إمامة الصديق[2]
- أسطورة المذهب الجعفري[2]
- القواعد السديدة في حماية العقيدة[2] (كتيب)
- هذه هي الحقيقة: الأعداد والنسب السكانية لأهل السنة والشيعة في العراق[2]
- موسوعة مقالات الشيخ الدكتور طه حامد الدليمي[2]
- الفدرالية أو اللامركزية السياسية[2] (كتاب)
- الفدرالية أو اللامركزية السياسية[2] (مطوية)

## الحالة الأسرية
الدليمي متزوج من زوجتين، وله اثنا عشر ابنًا: خمسة ذكور والباقي إناث.
الدليمي له أخ غير شقيق يدعى نوري خلف الدليمي. شقيقه قتل على يد جماعة شيعية في عام 1991م.